# Moiyabana
Moiyabana est une ville du Botswana.